# Harold Corsini

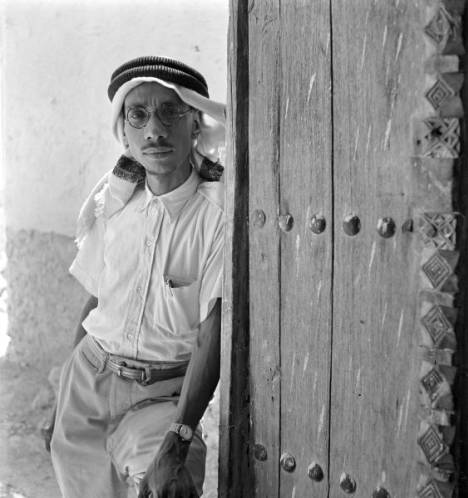
Harold Corsini, Arabischer Polizeichef, QatÌiÌf, Saudi-Arabien, 1947. University of Louisville Photographic Archives

Harold Corsini (* 28. August 1919 in New York City; † 1. Januar 2008 in Pittsburgh, Pennsylvania) war ein US-amerikanischer Fotograf, der für seine dokumentarischen Arbeiten und seine Mitgliedschaft in der Photo League bekannt ist. Die Photo League war eine Organisation von Fotografen in New York City, die sich der Dokumentation des Lebens in den Arbeitervierteln widmete. Sie wurde 1936 gegründet und bot ihren Mitgliedern Schulungen, Ausstellungsräume und eine Plattform für den Austausch über soziale und kreative Themen. Die Photo League spielte eine wichtige Rolle bei der Entwicklung der sozialdokumentarischen Fotografie in den USA.

## Leben
Harold Corsini wurde als Sohn italienischer Einwanderer in New York City geboren. Bereits im Alter von etwa 16 Jahren fertigte er eine Luftaufnahme von Footballspielern an, die heute in der George Eastman Collection in Rochester, New York, archiviert ist. Er assistierte drei Jahre lang Arnold Eagle als Fotografie-Lehrer für die National Youth Administration. Beeinflusst von den Fotografen der Farm Security Administration unter Roy Stryker, strebte Corsini einen dokumentarischen Stil an. 1938 trat er der Photo League bei, einer Gruppe sozial engagierter Fotografen in New York City.
Nach einer Tätigkeit für das Life Magazine schloss sich Harold Corsini 1943 dem Dokumentationsprojekt von Standard Oil unter der Leitung von Roy Stryker an, wo er länger als jeder andere Fotograf tätig war. 1950 folgte er Stryker nach Pittsburgh, Pennsylvania, und unterstützte ihn als Leiter der fotografischen Abteilung der Pittsburgh Photographic Library. Dort dokumentierte er die Stadterneuerung mit der Neugestaltung des Point und dem Bau des Gateway Centers. Nach Auflösung der Bibliothek gründete Corsini ein eigenes kommerzielles Fotostudio in Pittsburgh und wurde schließlich offizieller Fotograf für US Steel. Seine Arbeiten für US Steel umfassten sowohl industrielle als auch technische Aufnahmen und spiegelten die gesamte Bandbreite der Stahlindustrie wider, von der Arbeiterschaft bis zur Produktion.
1975 verkaufte Harold Corsini sein Studio und zog sich aus der kommerziellen Fotografie zurück. Anschließend unterrichtete er neun Jahre lang an der Carnegie Mellon University. Seine fotografischen Arbeiten befinden sich unter anderem in der Pittsburgh Photographic Library, den Fotografie-Archiven der University of Louisville, der George Eastman House Photo Collection und dem Carnegie Museum of Art. Das Archiv der University of Pittsburgh beherbergt ebenfalls eine Sammlung seiner Werke.  

## Werk
Harold Corsinis fotografisches Werk zeichnet sich durch einen dokumentarischen Stil aus, der das industrielle Amerika des 20. Jahrhunderts einfängt. Seine Aufnahmen reflektieren sowohl die technischen Aspekte der Industrie als auch das Leben der Arbeiter. Ein Beispiel seiner Arbeit ist „Church Interior“, entstanden im Rahmen des Photo League Feature Group Projekts „Harlem“.